# 열두 살에 부자가 된 키라
《열두 살에 부자가 된 키라》(독일어: Kira Ein Hund Namens Money)는 독일의 경제·문학가인 보도 섀퍼가 2000년에 지은 아동 경제 소설이다. 독일어로는 《Kira Ein Hund Namens Money》인데, "키라와 머니라는 이름을 가진 개"라는 뜻이다. 속편으로는 주인공의 13살의 삶을 그린 《열세 살 키라》가 있다. 한국어판으로는 김준광이 옮겼다.

## 줄거리
강아지를 끔찍이도 좋아하는 12살 독일 소녀인 키라 클라우스뮐러는 돈으로 인한 자기 부모의 다툼으로 인해 돈에 대한 안 좋은 감정을 갖게 된다. 어느 날, 키라는 떠돌이 개를 구해주고 이름을 머니(Money →돈)라고 짓는다. 자신을 구해준 키라를 고맙게 여긴 머니는 입을 열고 자기로 하여금 키라에게 돈의 소중함을 깨닫게 해준다. 키라는 돈에 대한 마음을 키워가면서 아르바이트도 하고, 미국으로 교환 학생으로 가는 꿈을 키운다. / 결국 키라는 13살 되던 해에 미국에 교환 학생으로 가게 된다.
/ 이후부터 13살 키라가 시작된다.

## 등장인물
- 키라 클라우스 뮐러: 이야기의 주인공.
- 머니: 우연한 사고로 키라가 만나게 된 개.
- 마르셀: 키라의 동갑내기 사촌.
- 모니카: 키라의 단짝 친구.
- 키라의 부모: 늘 돈때문에 고민하는 키라의 부모.
- 골트슈테른 아저씨: 머니의 원래 주인이었던 돈 상담가. 교통 사고로 머니를 잃어버렸다. 몸이 불편한 자신을 위하여 머니를 키라에게 맡긴다.
- 하넨캄프 노부부: 키라에게 일거리를 준다.
- 트룸프 할머니: 키라에게 돈과 주식에 대해 알려준 이상한 할머니.